# Adalgiso Fior

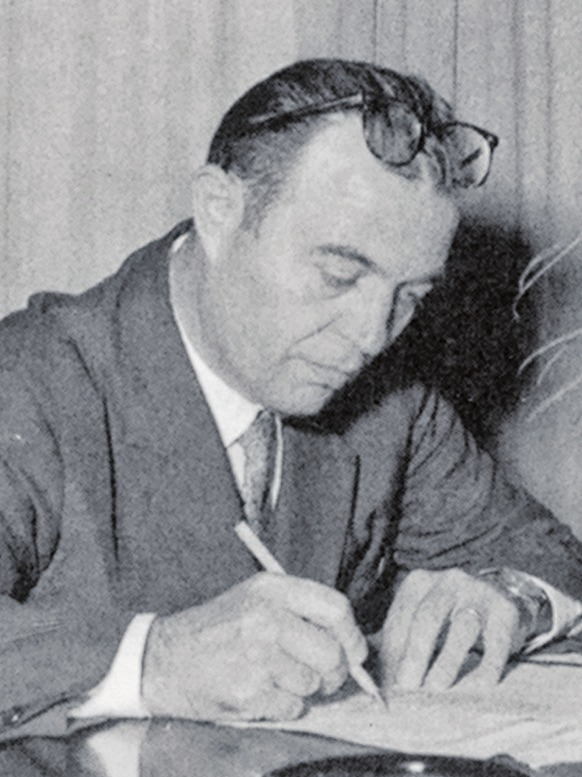
Adalgiso (Gjso) Fior

Adalgiso Fior, noto anche come Gjso o Giso Fior (Verzegnis, 6 novembre 1916 – Udine, 2 settembre 1978), è stato un poeta italiano, conosciuto per la sua produzione in lingua friulana.

## Biografia
Nato a Chiaulis di Verzegnis, prosegue i suoi studi a Tolmezzo e a Udine, dove, nel 1937 consegue il diploma magistrale. Durante il periodo della resistenza, dirige la pubblicazione di Pai nestris fogolârs e Osoppo avanti!, due stampe delle Brigate Osoppo. In questo periodo, con il nome di battaglia "Mion", firma numerosi canti e villotte raccolti nel volume Canti nella Bufera. Nel dopoguerra si trasferisce a Milano, dove, sebbene svolge altre mansioni, continua a coltivare la sua passione di poeta e a mantenere attivo il legame con la sua terra d'origine. Nella maggior parte della sua produzione, Fior scrive nella variante dialettale friulana del suo paese natale, Verzegnis. Nel 1954 pubblica Villotte e Canti del Friuli, antologia di canti friulani. Nel 1964 pubblica la traduzione in friulano del primo e del terzo canto dell'Inferno dantesco.  Ritornato nella sua regione natale da alcuni anni, muore a Udine nel 1978. La raccolta delle opere di Fior viene pubblicata postuma, nel 1985, in La mê cjargna.
A lui è dedicata la Biblioteca Comunale "Giso Fior" di Verzegnis e il Premio "Gjiso Fior", organizzato a cadenza biennale dal comune di Verzegnis in collaborazione con l'ARLeF, per promuovere la produzione di poesie in friulano standard e nelle varianti locali.

## Opere
- Villotte e canti del Friuli: antologia di canti friulani, con versione in italiano e saggi di notazione musicale, Milano, Piva, 1954
- Canti della Valle di Verzegnis, Milano, Piccole edizioni Fior, 1965
- 1866. Poesie, canti e villotte del Risorgimento friulano, Udine 1966
- Casêras. Cjancionètas pai pastôrs di mont, Udine, Arti Grafiche Friulane, 1968
- I piombi in siét menàdis: e dôs di-fûr-vie, Udine, Arti Grafiche Friulane, 1971
- Moggio e le sue valli, a cura di Pietro Treu e Giso Fior,  Moggio Udinese, Comune di Moggio Udinese Comunità montana del Canal del Ferro e Val Canale, 1980
- La mê Cjargna, a cura di Andreina Ciceri, Udine, Società Filologica Friulana, 1985